# ۵۸۵ (میلادی)
۵۸۵ (میلادی) پانصد و هشتاد و پنجمین سال تقویم میلادی است. 
‎